# Foyos
Foyos (oficialmente en valenciano: Foios) es un municipio de la Comunidad Valenciana, España. Pertenece a la provincia de Valencia, en la comarca de la Huerta Norte. Su población es de 7761 habitantes (INE 2024). Se trata de un municipio con predominio lingüístico valenciano.

## Toponimia
El topónimo Foyos, del latín tardío *foveos, “hoyas”, probablemente se refiere a los manantiales que abundaban cerca de este pueblo y, en general, en toda L’Horta litoral.

## Geografía
El término de Foyos tiene una forma alargada en dirección EO, desde las montañas de la periferia de la Huerta Norte hasta el mar Mediterráneo, donde tiene una pequeña franja de costa. La altura máxima del municipio está situada a unos 64 m, descendiendo lentamente hasta la orilla del mar, sin ningún accidente destacado. El municipio dispone de una longitud de costa de unos quinientos metros si bien no es accesible desde el casco urbano ya que se encuentra aislada por la autopista V-21. Los núcleos urbanos son Cuiper, situado a pocos metros de la costa en el extremo oriental del término, La Lloma, situada en el extremo occidental, parte alta del término municipal y La Venta Del Sombrerer, situada junto al límite municipal de Foios y Vinalesa.
Localidades limítrofes
| Noroeste: Moncada                     | Norte: Albalat dels Sorells | Noreste: Albalat dels Sorells |
| Oeste: Moncada y Alfara del Patriarca |                             | Este: Mar Mediterráneo        |
| Suroeste: Vinalesa                    | Sur: Valencia (exclave)     | Sureste: Meliana              |

## Historia

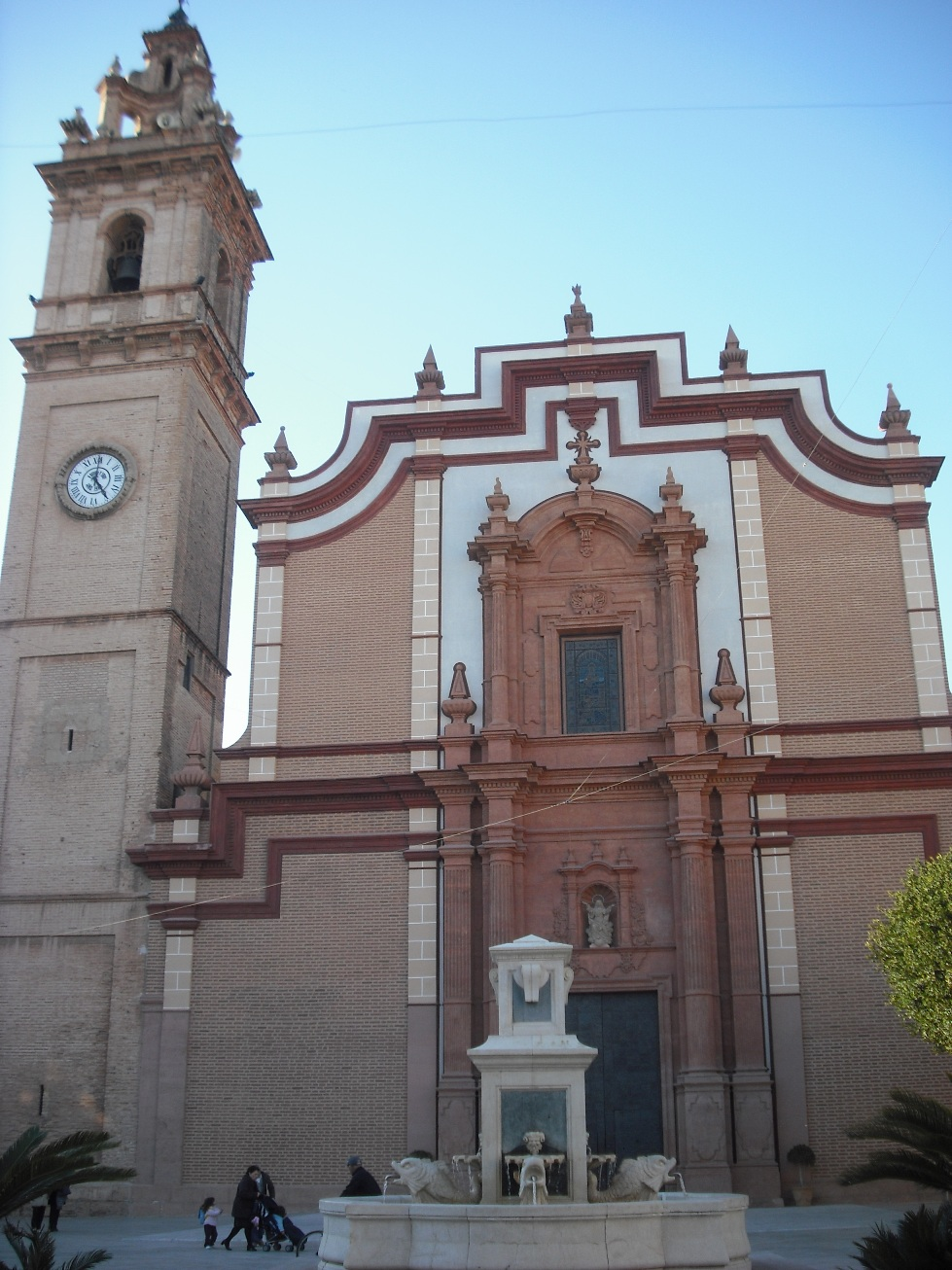
Fachada de la iglesia de la Asunción de Nuestra Señora.

Se conocen los restos de una villa romana de época altoimperial en la Plana de Foyos. Sin embargo, el núcleo actual proviene de un rahal andalusí, mencionado ya en 1235 y conquistado por Jaime I en 1237. El rey lo donó a Roderic Eiximén de Llúcia el 1 de agosto del mismo año, que la transfirió a la familia Díez en 1238. En 1247 pasó a manos de un tal Guillem, escribano real y, tras varias ventas y particiones, Ramón Vilanova compró el señorío en 1386. Años más tarde Foyos retornó a la Corona como villa real y no volvió a ser propiedad señorial.
El primer documento donde aparece el nombre de "Foios" fue el 25 de junio de 1235, en un documento sobre la boda de Jayme Castellà con la hija del Senyor de Foios i Alifori.

## Demografía
Foyos cuenta con una población de 7761 habitantes (INE 2024).
| Gráfica de evolución demográfica de Foyos entre 1842 y 2021                                                         |
| |
| Población de derecho según los censos de población del INE Población de hecho según los censos de población del INE |

En 1572, el pueblo tenía 44 vecinos (unos 200 habitantes), que se duplicaron el siglo siguiente: en 1646 eran ya 90 las familias que habitaban y un centenar en 1713. En 1787, Foyos tenía 948 habitantes y en 1877 sobrepasaba los 1300. A partir de ese momento, el crecimiento ha sido constante: en 1910, superaba las 2000 personas y en 1940, las 3000. En 1970, el pueblo concentraba 4341 habitantes. Contaba con una población censada de 6781 habitantes en 2010 (INE), de los que 6510 residían en el núcleo urbano. El resto lo hacía diseminado por el término y en la pedanía de Cúiper. Todavía subsisten algunas alquerías, aunque antiguamente eran más abundantes las aldeas. En 2023 el municipio contaba con 7641 habitantes.

### Urbanismo
El núcleo urbano de Foyos está situado al oeste de la antigua carretera de Valencia a Barcelona (N-340), en un cruce entre los antiguos caminos a Valencia y a Vinalesa. La zona más antigua del pueblo se encuentra alrededor de la calle Mayor y la plaza del Pueblo, la calle Pardines y la calle de la iglesia. El ensanche del pueblo se ha extendido en dirección a levante, traspasando la actual estación de MetroValencia y llegando a mencionada carretera de Barcelona. La extensión de campos de agricultura perteneciente al territorio de Foyos abarca la mayor parte de la zona noroeste del municipio, hasta llegar a las poblaciones limítrofes, y también la parte este que llega al Mar Mediterráneo más allá de la V-21.

### Comunicaciones
El término de Foyos está atravesado de norte a sur por la antigua carretera de Barcelona (N-340), así como por la más moderna CV-300. Por la costa circula la autovía V-21 que, no obstante, carece de salida dentro del término.
Cuenta con una estación de la línea 3 de MetroValencia denominada Foios. Cerca del barrio de Cúiper, aunque en término de Meliana, se sitúa la estación de cercanías de Roca-Cúiper.

## Economía
Su principal riqueza económica está en la agricultura de huertas de regadío. También, por su proximidad a la costa, se observa un desarrollo de los servicios turísticos.
La agricultura tiene aún cierta importancia en Foyos, al encontrarse numerosas huertas repartidas por todo el término. Todas ellas eran de regadío en 2001, pero al noroeste del término existía una zona de secano, conocida como la Plana de Foyos, donde se cultivaban olivos, viñas, algarrobos e incluso cereales. Hoy, el secano prácticamente ha desaparecido y ha sido transformado en zona de riego, gracias a los pozos descubiertos en esta zona. En 2001, un 5 % de la población ocupada del pueblo se dedicaba a la agricultura y, en 1997, aún quedaban cultivadas unas 537 ha del término. El naranjo es el cultivo más importante (333 ha), seguido de las hortalizas (187 ha) y las patatas (17 ha).
En 2001 un 29 % de la población activa trabajaba en la industria y un 11 en la construcción. Destacan las fábricas de productos metálicos, madera, maquinaria y alimentación. El mismo año, el 54 % de los ocupados trabajaban en el sector servicios, la mayoría en la ciudad de Valencia.
El 3 de mayo de 1926 se solicitó el permiso de construcción de la "Yutera Española S.A.". Fue promovida por el empresario alemán Hugo Bacharach. Era una gran factoría de sacos. Dio durante muchos años faena a gran parte del pueblo y de l'Horta Nord. Cerró definitivamente el 1988. Las obras estuvieron a cargo de un hijo del pueblo, Francisco Ruiz Ferrando, "El Tio Caparotllos".

## Administración y política
Foyos es gobernado por una corporación local formada por concejales elegidos cada cuatro años por sufragio universal que a su vez eligen un alcalde. El censo electoral está compuesto por todos los residentes empadronados en Foyos mayores de 18 años y nacionales de España y de los otros países miembros de la Unión Europea. Según lo dispuesto en la Ley del Régimen Electoral General, que establece el número de concejales elegibles en función de la población del municipio, la corporación municipal de Foyos está formada por 13 concejales. La sede actual del ayuntamiento foyero está en la plaza del Pueblo. El Ayuntamiento de Foyos está actualmente presidido por el Compromís y PSPV-PSOE consta de 9 concejales de estos partidos, por otra parte, la oposición está formada por los concejales del PP, siendo Amparo Clemente la líder de la oposición.
| Periodo   | Nombre                         | Partido   |
| --------- | ------------------------------ | --------- |
| 1979-1983 | Francisco Rodrigo Muñoz        | UCD       |
| 1983-1987 | Vicente Ruiz Llistó            | PSPV-PSOE |
| 1987-1991 | Josep Vicent Martí Lluch       | PSPV-PSOE |
| 1991-1995 | Concepción Martínez            | PSPV-PSOE |
| 1995-1999 | Jerónimo Montalt Ruiz          | PP        |
| 1999-2003 | Francisco Javier Ruiz Montalt  | PSPV-PSOE |
| 2003-2007 | Francisco Javier Ruiz Montalt  | PSPV-PSOE |
| 2007-2011 | Héctor Vicente Bueno Carceller | PP        |
| 2011-2015 | Héctor Vicente Bueno Carceller | PP        |
| 2015-2019 | Sergi Ruiz Alonso              | Compromís |
| 2019-2023 | Sergi Ruiz Alonso              | Compromís |
| 2023-act. | Sergi Ruiz Alonso              | Compromís |

## Patrimonio

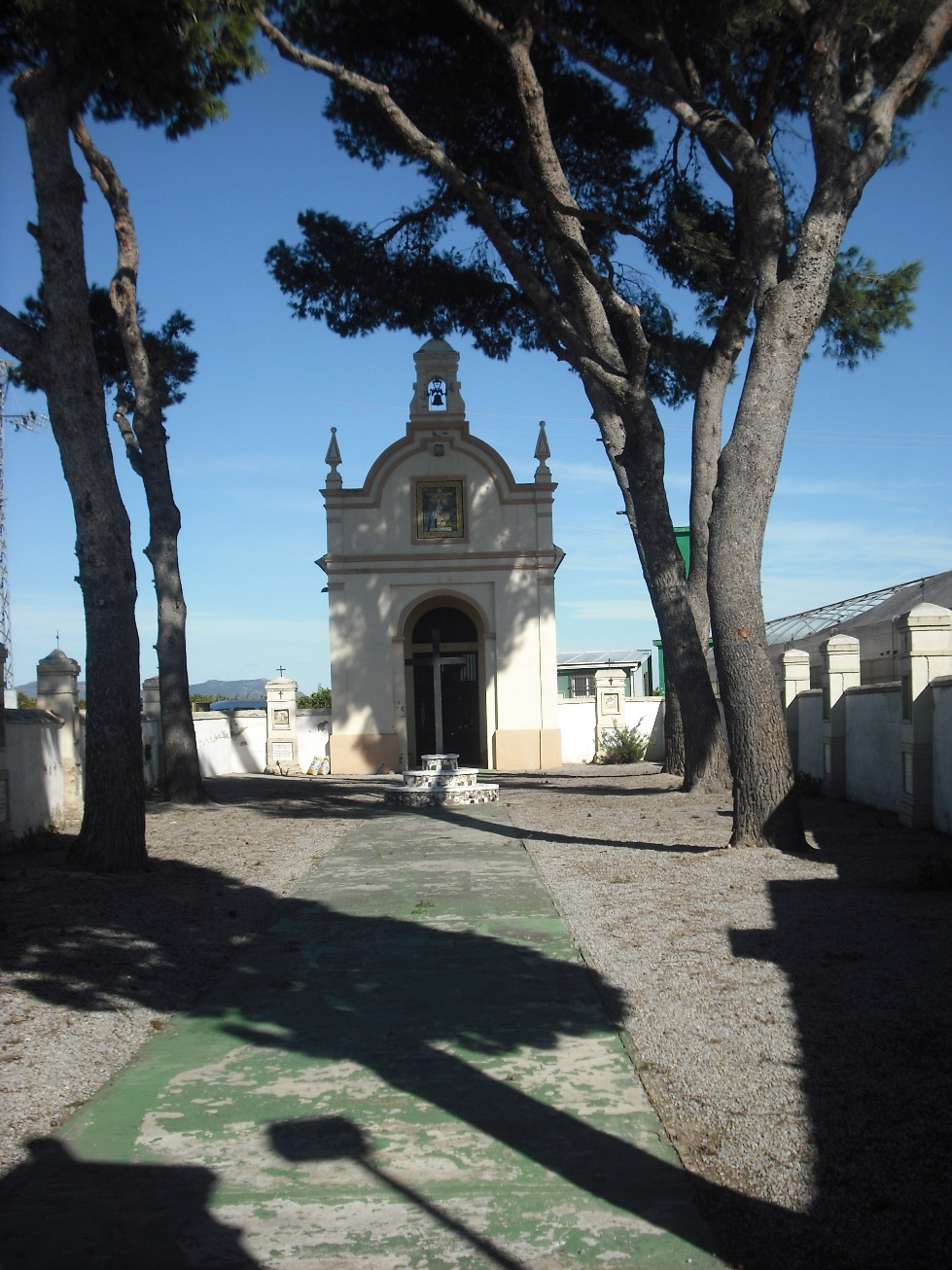
Ermita del Cristo de la Sangre.

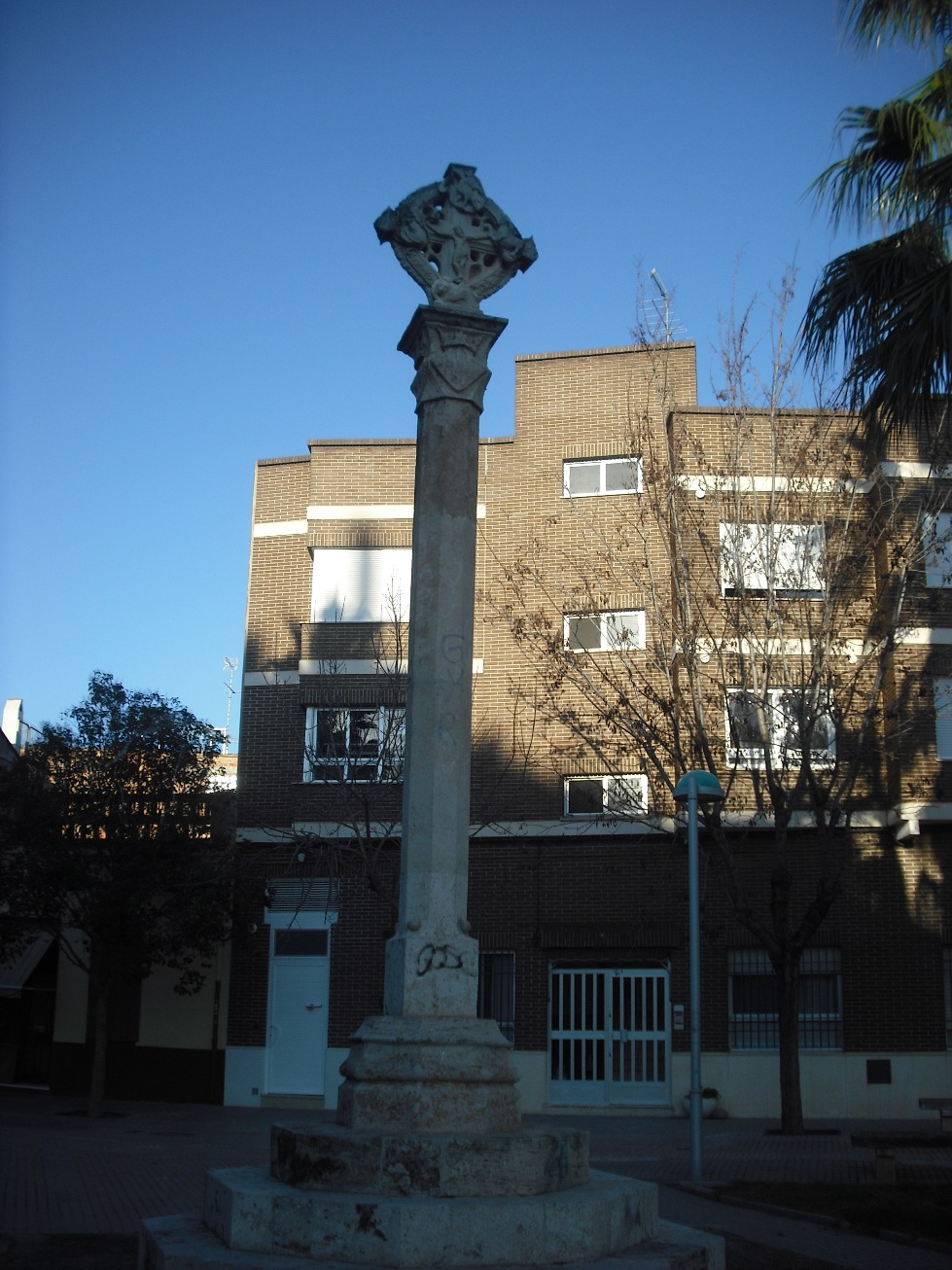
Cruz de Foyos.

- Iglesia parroquial de la Asunción de Nuestra Señora (Església parroquial de l'Assumpció de la Mare de Déu): El antiguo templo parroquial, que ocupaba el espacio de la actual iglesia de Foyos, fue derribado en 1729. Más tarde comenzaron las deliberaciones para la construcción de la iglesia, que continuó su dedicación a la Asunción de Nuestra Señora, cuya devoción estuvo muy extendida por el Reino de Valencia merced a Don Jaime el Conquistador. El 17 de enero de 1730 se colocó la primera piedra bajo la dirección del maestro José Mínguez, arquitecto aragonés; y en 1733 fue erigida la parroquia con la entronización del Santísimo.[18] Se trata de un edificio de tres naves y crucero, con una torre campanario de la misma época que la iglesia. De su interior cabe mencionar varios retablos barrocos, así como imaginería y pinturas neoclásicas. Destaca especialmente la imagen de la Virgen del Patrocinio, patrona de Foyos.[6]
- Ermita del Cristo de la Sangre (Ermita del Crist de la Sang): Está situada a un km del núcleo urbano, en el camino de Vinalesa. Es un edificio de fachada neoclásica y planta rectangular, reconstruido en 1942. En el interior destaca un Cristo obra de Carmel Vicent.[6]
- Escuelas Municipales de Foyos: Obra perteneciente al modernismo valenciano del arquitecto Ramón Lucini Callejo, inauguradas en 1917. Actualmente alberga la casa municipal de la cultura.
- Cruz de Fouoz: La primera noticia sobre la cruz es el 30 de julio de 1332, por la “crida” que hacen los jurados de Valencia prohibiendo apacentar el ganado de la huerta de Valencia. Uno de los puntos de referencia como límites de la huerta es la Cruz de Foyos. Es la primera noticia sobre una cruz de término en toda Valencia. No hay documentación que confirme, pero la cruz era probablemente de madera, y más tarde fue sustituirla por una de piedra. En el año 1535, esta cayó a tierra. El 3 de septiembre de 1535, los jurados de Valencia encargaron una cruz nueva. A principios de 1536 ya estaba acabada, pero fue fundada en 1538. A principios de la Guerra Civil la cruz fue abatida. Quedaron en pie sólo las tres gradas y la basa. El 22 de septiembre de 1984 se colocó la primera piedra. Presenta un estilo de transición del gótico al renacimiento.[19]
- Piló de la Campana: Se trata de una pequeña ermita dedicada a la Mare de Déu del Patrocini, también conocida como la ermita del Piló de la Campana; se construyó el 1982, el lugar dónde según cuenta la leyenda apareció la imagen de la Virgen del Patrocinio. Está situada en la Loma de Foios, a unos cuatro kilómetros de la población.[20]

## Centre Artístic Musical Santa Cecília de Foios
Sabemos que alrededor de 1915 existió en Foios una murga, pero se trataba de una agrupación musical con instrumentos artesanales que tenía un carácter más bien burlesco. habrá que llegar el 19 de septiembre de 1921 porque un grupo de vecinos de Foios apasionados de la música fundaron el Centro Artístico Musical Santa Cecília. Su primer presidente fue Andrés Mollà Saurí i Mariano Puig fue nuestro primer director de banda.
La historia de la banda ha ido creciendo con una sucesión ponderada de maestros directores, de premios y de progresos.
Amadeo Gascó, con el cual se gana el Primer Premio del Certamen de Requena en 1929.
Miguel Rodrigo Corell, primer director hijo de Foios, con varios premios en concursos de pasa-calles de Fallas.
Miguel Rodrigo Plasencia, con el cual, además de premios como el Primer Premio al Certamen de Bandas Civiles de València y a la mejor dirección en 1961, la banda y la escuela experimentaron un crecimiento considerable en 60 y 70.
Tomaron el relevo Enrique Ros Sanlucas, con el cual la banda gana en 1983 el Primer Premio al Certamen “Ciudad de Cullera”, Ramón Ramírez i Beneyto, Manuel Enguídanos Cotanda, con quien se obtuvo en 1985 el Primer Premio al Certamen “Ciudad de València”;
José Domínguez Peñarrocha (fundador de la Coral), Josep Sanz Biosca i Francisco Luis Brunet.
En la etapa de Vicent Puchol i Calvo como director, además de un importante impulso en la escuela de música, la banda obtiene el Primer Premio de la segunda sección al Certamen Internacional “Ciudad de València” en 2004, el Primer Premio y Mención de Honor de la primera sección del Certamen “Vila de Altea” en 2009 y el Primer Premio de la primera sección al Certamen Internacional “Ciudad de València” en 2015.
La Banda cuenta actualmente en unos 90 músicos activos y el actual director desde 2017 es José Martínez Colomina, con quien la banda consiguió el Primer Premio y Mención de Honor a la sección especial del Certamen de la Diputación de València en 2019 y en diciembre del 2023 consiguió un Primer Premio en el Certamen Internacional de Bandas Vila de Altea.

## Virgen del Patrocinio
[cita requerida]La Virgen del Patrocinio es la patrona de este pueblo. Fue instituida el día 17 de agosto del año 1830 con motivo de una inundación en el pueblo de Foyos y su término municipal. La fiesta la hacen los hombres de 40 años. La imagen fue restaurada en 1995 ya que se encontraba muy deteriorada, y es cuando se descubrió que bajo la capa superficial de la escultura había una talla románica que data del siglo XIII.
Los árabes ya rendían culto a la Virgen del Patrocinio, y la enterraron bajo tierra para evitar su destrucción. Cuenta la leyenda, un pastor escuchó una campana, allá por el siglo XV, justo bajo de ella se encontraba la imagen de la Virgen del Patrocinio. Esto era término de Foyos, Moncada y Burjasot. Foyos se quedó con la Virgen y Moncada con la campana.
El lugar en el que se encontró la imagen, hay una pequeña ermita llamada "El Pilón de la Campana", a unos 4 km del pueblo. La Virgen del Patrocinio es la patrona del pueblo y de las lluvias y tormentas.
Todos los veranos, en las fiestas patronales, se hace su procesión, como a los otros Santos, pero la procesión de La Patro, como se le suele llamar, se hace más larga, ya que se va a la casa en la cual se resguardó durante la Guerra. Después de su procesión, la banda de Foyos y mucha gente del pueblo entran en la iglesia a tocar y cantar, respectivamente, el himno de la Virgen del Patrocinio.
El segundo fin de semana de noviembre se hace la fiesta de invierno, dedicada también a la Virgen del Patrocinio. En este fin de semana hay muchos actos para todo el mundo. Los más importantes son la Diana, que es una reunión de músicos y gente del pueblo que se reúne a las 6:00 de la mañana para cantar en diferentes puntos del pueblo la Diana de la Virgen del Patrocinio. Al acabar este acto, se reparte chocolate con ensaimadas en la plaza del pueblo. Otro acto importante son las calderas que entre un grupo de gente las hacen y las reparten para la gente del pueblo. Para acabar la fiesta, se hace la Procesión de la Virgen del Patrocinio, en la que al acabar se entra a la iglesia a cantar el himno, el Gloria de Foyos.

## Fiestas
- Fiestas mayores: 
  - El día 15 de agosto se celebra la fiesta de la Virgen de la Asunción, titular de la parroquia, esta se celebra desde tiempo inmemorial y sería instituida por Don Jaime I el Conquistador.
  - El día 16 de agosto es San Roque, patrón del pueblo, santo que goza de gran predilección en los pueblos valencianos.
  - El día 17 es la fiesta de la Virgen del Patrocinio, la patrona de Foyos, que fue instituida oficialmente el 17 de agosto de 1830 con motivo de la protección dispensada al pueblo en una grave inundación que sufrió la comarca.
  - El día 18 se celebra la fiesta al Santísimo Cristo de la Sangre, que se venera en la ermita.[18]

El segundo domingo del mes de noviembre está dedicado a la Virgen del Patrocinio; estas fiestas, instituidas en el año 1867, recuerdan las rogativas que se hicieron en dicho año ante el desbordamiento de las aguas del barranco del Carraixet y de la Real Acequia de Moncada, en que de nuevo la Santísima Virgen dispensó su maternal protección al pueblo de Foyos. Estas fiestas se llevan a cabo por festeros, personas de la misma quinta que se juntan para hacer la fiesta. Las edades van por tradición del pueblo. En las mujeres encontramos Las Purísimas o Hijas de María (festeras de la Virgen de la Inmaculada) son las chicas de 20 años, anteriormente esta fiesta se celebraba a los 19, pero debido a la pandemia del Covid, se retrasó un año; las festeras de la Virgen de Carmen a los 30 años; y las festeras de la Virgen de Agosto o Virgen de la Asunción hacen la fiesta entre 40 y 45 años. Por parte de los hombres, son los Quintos o festeros de Sant Antoni Abad (aparte de su fiesta, se encargan de llevar las andas de todos los santos), que hacen la fiesta a los 18 años; los festeros de San Roque, patrón del pueblo, a los 30 años; festeros de la Mare de Déu del Patrocini, patrona de Foyos, celebran su fiesta a los 40 años; festeros del Crist de la Sang, a los 50 años. Las dos últimas fiestas también tienen una cofradía cada una. En el año 2021 se crearon de forma puntual dos fiestas nuevas para contrarrestar las fiestas perdidas por el Covid. Al no poder hacer la fiesta bien en su año, algunas comisiones decidieron dejar paso a las siguientes, creando así, para las fiestas del 2022 las fiestas de Santa Cecilia (festeras de la Inmaculada de 2020) a los 21 años, y la fiesta de la Virgen de los Desamparados (festeros de San Roque de 2020), haciendo la fiesta a los 32 años.
- San Antonio Abad: Se celebra en enero, el primer fin de semana después de Navidad. El primer día se realiza, por parte de los Quintos (los festeros de este santo) un recorrido en busca de muebles para hacer una tradicional hoguera. El día siguiente empieza a haber actividades típicas como la subida al campanario. El día está lleno de actividades, y por la noche, antes de cenar, se realiza el traslado a casa del festero mayor, desde la iglesia hasta la casa. Ahí se quedará toda la noche hasta el día siguiente por la mañana que, como por la noche, en forma de pasacalle, fuegos artificiales, castillos y con el santo a hombro en el anda, se devuelve el santo a la iglesia y se celebra una misa dedicada a los quintos. Después de esto, se celebra la tradicional bendición de animales, antiguamente en la plaza y actualmente en la estación. Al acabar, se reparte caldera al pueblo. Se cocinan en una calle cerca de la plaza, con largas filas de calderas, cocinándolas toda la mañana para repartir al pueblo. Por la tarde, sobre las 19.30, se celebra la procesión de Sant Antonia Abad, como cierre de fiesta. Cuando esta acaba, dentro de la Iglseia se despide a los Quintos de ese año y se da paso a los siguientes, nombrándolos delante del pueblo. Estos habrán llevado ya el anda para despedir a sus predecesores. Cuando esto acaba, se suele hacer un castillo y así termina esta tradicional fiesta en honor a Sant Antoni Abad.[6]
- Fiesta de invierno (Festa d'hivern): Se celebra el segundo fin de semana de noviembre en honor de la Virgen del Patrocinio. En este fin de semana, se celebran actos en honor a la patrona de Foyos, la Mare de Déu del Patrocini. Los actos más destacables son la Diana, que se celebra el domingo de madrugada. La gente del pueblo se reúne en la plaza del pueblo, en concreto en la puerta de la conocida como "catedral de l'Horta", y empiezan a cantar y tocar, con miembros de la banda, uno de los dos himnos de la Mare de Déu del Patrocini, "La Diana". Esto dura unas dos horas, y al acabar se reparte chocolate y ensaimadas. Otros actos destacables son la subida al campanario o las calderas, que se hacen durante toda la mañana y se reparten a la gente del pueblo. Por la tarde, como fin de fiesta, se celebra la procesión de la Mare de Déu del Patrocini. Cuando esta termina, entra toda la banda a la iglesia y, como en verano, se canta el himno, el Gloria de Foyos. Suele acabar con un pequeño castillo como fin de fiesta.
- Fallas: En Foyos hay tres fallas: Falla Màrtirs i Adjacents, Falla l'Avinguda i Falla la Comunitat. Se celebran en marzo, y los días más fuertes son desde el 15 hasta el 19, el día de la "Cremà".
- 9 d'Octubre: Este día se celebra el día de la Comunidad Valenciana. Se hacen diversas actividades, concurso de paellas y se come con los amigos y el resto del pueblo en la plaza de España o l'Albereda, discomóvil...